# Agrochira palaga
Agrochira palaga är en tvåvingeart som beskrevs av Ian David Whittington 2003. Agrochira palaga ingår i släktet Agrochira och familjen bredmunsflugor. Inga underarter finns listade i Catalogue of Life.